# Jean Clercx
Johannes Mattheüs Ludovicus Hubertus Clercx (Kessel, 26 juni 1830 – Blerick, 3 april 1894) was een Nederlandse jurist, politicus en journalist.
Hij was de zoon van Joannes Clercx, een Blericks notaris. Jean Clercx studeerde rechtsgeleerdheid in Leuven en Utrecht, waar hij in 1854 promoveerde. Hierna vestigde hij zich in Blerick als advocaat. Hij was in de gemeente Maasbree, waar Blerick deel van uitmaakte, onder meer actief als raadslid, wethouder en twee perioden (van 1863 tot 1867 en van 1892 tot 1894) als burgemeester. In 1867 werd hij benoemd tot notaris te Blerick. Vanaf 1869 was Clercx actief als hoofdredacteur van het Nieuw Weekblad Venloosche Courant.
In 1869 werd hij als liberaal Tweede Kamerkandidaat verslagen door Leopold Haffmans. Hij bleef, als een van de laatste Limburgse katholieke politici, de liberale beginselen trouw tot circa 1875. Van 1872 tot 1894 was hij ook kantonrechter-plaatsvervanger te Venlo.
In 1876 werd Clercx in de Provinciale Staten van Limburg verkozen en in 1882 in het district Boxmeer in de Tweede Kamer.
Als hoofdredacteur van de Venloosche Courant voerde Clercx heftige polemieken met eerdergenoemde Leopold Haffmans, de hoofdredacteur van het Venloosch Weekblad. Clercx had de bijnaam de Hiër van Bliërick (Heer van Blerick). Hij was eigenaar van verschillende bossen, boerderijen, het voormalige Fort Sint-Michiel en het landhuis op de plek van het vroegere kasteel Boerlo.
- Biografisch Portaal: 38875621
- International Standard Name Identifier: 0000 0003 9619 4198
- Nederlandse Thesaurus van Auteursnamen: 133353346
- Parlement.com: vg09lkz4i9yz
- Virtual International Authority File: 291111399
- WorldCat: E39PBJtxmMkGDp8KCMKcC68Hmd